# Zdvořilost

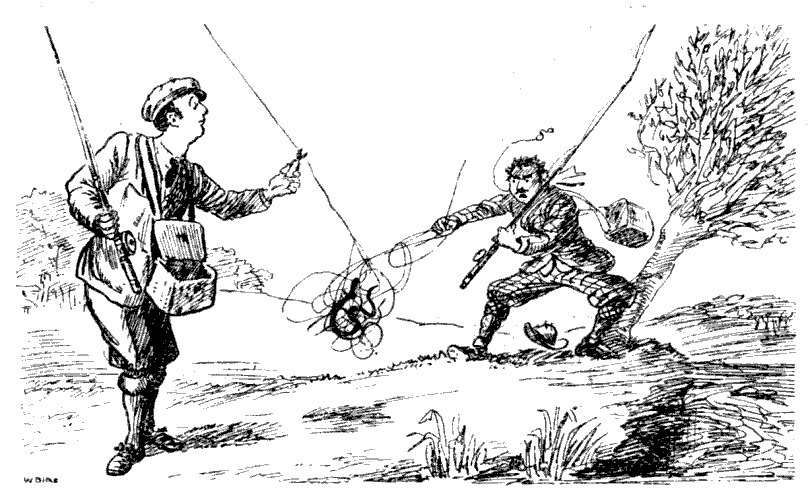
Pravá zdvořilost: „Váš úhoř, že, pane?“ (Kresba z Punche, 1920)

Zdvořilost znamená způsob jednání a vystupování, který vyjadřuje respekt a úctu ke druhým. Opakem je hrubost, nezdvořilost. Zdvořilost se vyjadřuje společenskou formou, je to však ctnost a na rozdíl od etikety není pouze formální. Z pohledu psychologie je zdvořilost součástí sociálního programování jedince, transakční analýzy, hladu po podnětech a struktuře. Zdvořilost je vyjadřována komunikací a bezprostředně tak souvisí s jazykem.

## Prvky zdvořilosti
Britský lingvista Geoffrey Leech soudí, že zdvořilost v řeči spočívá na šesti maximách:
1. Takt: „Mohl bych vás na okamžik přerušit?“
2. Velkorysost: „Posaďte se a já to zařídím.“
3. Ocenění: „Paní A byla výborná a i pan B byl – hm – zajímavý.“
4. Skromnost: „Jsem to ale hlupák! To by se vám jistě nestalo.“
5. Souhlas: A: „To se mi nelíbí.“ – B: „Jistě. Ale přece jen...“
6. Soucit: „Měl jste jistě velkou starost.“

Zdvořilý mluvčí vždy ustupuje do pozadí a vyzvedá zásluhy svého protějšku. Když může, souhlasí s ním, a když nemůže, hledí svůj nesouhlas oslabit, použije nějaký eufemismus nebo se přímému hodnocení vyhne. Prototypem zdvořilosti je věta: „Až po vás, pane!“ Zdvořilost je tak příkladem kulturního překonávání přirozené tendence prosazovat sám sebe, vyvyšovat se, raději mluvit než naslouchat, „skákat do řeči“ a podobně.
Zdvořile lze však i kritizovat, tj. tzv. konstruktivní kritika (nejprve oceníme, poté kritizujeme, navrhneme řešení, uvedeme konkrétní příklady). Zajímavé je například, že v Japonsku se za žádnou cenu NESMÍ přijmout pochvala. V Čechách a na Moravě je trapné už jen třísekundové mlčení, proto je lepší se mu vyhnout. Zdvořilý mluvčí se vyhýbá konfliktním tématům. V ČR je velmi populární téma zdraví.
Kritikové zdvořilosti vytýkají, že je vlastně přetvářkou a že není upřímná. Obhájci namítají, že život v lidské společnosti vyžaduje, aby každý vystupoval v jisté roli, která může společenský provoz velmi zpříjemnit, předcházet konfliktům a přitom si zachovat nezbytný odstup. V tomto smyslu je už každé oblečení jakási „přetvářka“.
Jazykové prostředky zdvořilosti:
Otázka, Podmiňovací způsob, Rozkazovací způsob, Intonace, Osoba (vykání, Modální slovesa, Pád (vokativ=5.p), Lexikální prostředky (prosím, děkuji), Spisovnost-kultivovanost, Vid, Negace

## Původ
České slovo zdvořilost - podobně jako německé Höflichkeit, anglické courtesy a francouzské courtoisie - se odvozuje od slova „dvůr, dvořan“ a naznačuje tak, že původně vznikla při královském dvoře a odtud se nápodobou šířila mezi šlechtou a lidem. Naproti tomu francouzština i angličtina má - vedle politesse a politeness, odvozených od uhlazenosti – ještě také slova civilité a civility, odvozené od civil, městský. Tomu odpovídá také dvojí typ zdvořilosti:
1. Zdvořilost dvorská, vyjadřující nerovná postavení různých osob: být zdvořilý znamená respektovat a dávat najevo tuto nerovnost, zejména ze strany podřízené, níže stojící osoby. Dodnes se udržela zejména v japonštině a v dalších jazycích Dálného východu, kde se oslovení osob různého postavení liší i gramaticky.
2. Zdvořilost městská či občanská, založená na přesvědčení o rovnosti všech lidí, přinejmenším všech měšťanů. Vyjadřuje respekt, ale ne podřízenost, a zachovává si jistý odstup: „Já pán – ty pán.“

Mezi blízkými přáteli se formální zdvořilost sice nevyžaduje, a přece i v rodině záleží na tom, aby se její členové vůči sobě chovali s jistým ohledem, který vyjadřuje respekt, kdežto nezdvořilost vyjadřuje pohrdání.